# توريخون إل روبيو
بلدية توريخون إل روبيو (بالإسبانية: Torrejón el Rubio)‏، هي بلدية تقع في مقاطعة قصرش والتي تقع في منطقة إكستريمادورا، غرب إسبانيا.
يبلغ عدد سكانها 654 نسمة وفقاً لإحصائية سنة (2002).